# Zemplínska jelšina
Zemplínska jelšina je přírodní rezervace v oblasti Latorica.
Nachází se v katastrálním území obce Zemplínske Jastrabie v okrese Trebišov v Košickém kraji. Území bylo vyhlášeno či novelizováno v roce 1981 na rozloze 51,4 ha. Ochranné pásmo nebylo stanoveno.